# Werra
Werra – rzeka w centralnych Niemczech o długości 292 km. Werra przepływa kolejno przez trzy kraje związkowe: Turyngię, Hesję i Dolną Saksonię. Źródło rzeki znajduje się koło Eisfeld (Powiat Hildburghausen, południowa Turyngia). Łączy się z Fuldą, aby utworzyć Wezerę.
Dolina Werry jest naturalną granicą pomiędzy górami Rhön a Lasem Turyńskim.
Wzdłuż doliny biegnie szlak rowerowy.